# Gouvernement Andrianarivo
 (août 2024).
Si vous disposez d'ouvrages ou d'articles de référence ou si vous connaissez des sites web de qualité traitant du thème abordé ici, merci de compléter l'article en donnant les références utiles à sa vérifiabilité et en les liant à la section « Notes et références ».
Rakotomavo Sylla
Le gouvernement de Tantely Andrianarivo a été le gouvernement malgache en fonction du 31 juillet 1998 au 6 mai 2002.

## Composition
| Fonction                                                                           | Titulaire                                 |
| ---------------------------------------------------------------------------------- | ----------------------------------------- |
| Premier ministre                                                                   | Tantely Andrianarivo                      |
| Ministre de la Justice et Garde des Sceaux                                         | Anaclet Imbiki                            |
| Ministre de l'Information, de la Culture et de la Communication                    | Betsimifira Freddo                        |
| Ministre de la Population, de la Condition Féminine et de l'Enfance                | Jaotody Noeline                           |
| Vice-Premier Ministre chargé du Budget et du Développement des Provinces Autonomes | Pierrot Rajaonarivelo                     |
| Ministre des Finances et de l’Économie                                             | Tantely René Gabrio Andrianarivo          |
| Ministre des Affaires Etrangères                                                   | Lila Ratsifandriamanana                   |
| Ministre des Forces Armées                                                         | Ranjeva Marcel                            |
| Ministre de l'Intérieur                                                            | Jean Jacques Rasolondraibe                |
| Ministre de l'Environnement                                                        | Alphonse                                  |
| Ministre de l'Agriculture                                                          | Raveloarijaona Marcel Théophile           |
| Ministre de l'Enseignement Secondaire                                              | Jacquit Rosat Nivoson Simon               |
| Ministre de l'Industrialisation et de l'Artisanat                                  | Ratovomalala Mamy                         |
| Ministre de la Santé                                                               | Ratsimbazafimahefa Rahantalalao Henriette |
| Ministre de l'Elevage                                                              | Rakotondrasoa                             |
| Ministre de l'Enseignement Supérieur                                               | Sydson Joseph                             |
| Ministère de l'Aménagement du Territoire et de la Ville                            | Ramanantsoa Herivelona                    |
| Ministre de la Pêche et des Ressources Halieutiques                                | Houssen Abdallah                          |
| Ministre du Commerce et de la Consommation                                         | Randrianambinina Alphonse                 |
| Ministre du Transport et de la Météorologie                                        | Rasolonay Charles Angelo                  |
| Ministre des Eaux et Forêts                                                        | Rija Rajohnson                            |
| Ministre de l'Energie et des Mines                                                 | Rasoza Charles                            |
| Ministre des Travaux Publics                                                       | Colonel Tsaranazy Jean Emile              |
| Ministre des Postes et des Télécommunications                                      | Ny Hasina Andriamanjato                   |
| Ministre du Tourisme                                                               | Razafimanjato Blandin                     |
| Ministre de la Jeunesse et des Sports                                              | Capitaine de Frégate Ndrianasolo          |
| Ministre du Développement du Secteur Privé et de la Privatisation                  | Horace Constant                           |
| Secrétaire d'État près du Ministre des Forces Armées chargé de la Gendarmerie      | Bory Jean Paul                            |
| Secrétaire d’État près du Ministre de l’Intérieur chargé de la Sécurité Publique   | Azaly Ben Marofo                          |
| Ministre de la Fonction Publique, du Travail et des Lois Sociales                  | Alice Razafinakanga Rasoamanjarimalala    |
| Ministre de l'Enseignement Technique et de la Formation Professionnelle            | Levelo Boniface                           |